# Pomnik Męczenników Terroru Komunistycznego 1944–1956
Pomnik Męczenników Terroru Komunistycznego 1944–1956 – monument znajdujący się w Warszawie w dzielnicy Ursynów obok kościoła św. Katarzyny.

## Opis
Pomysłodawcą budowy pomnika był ksiądz Józef Maj, a projekt wykonał Maciej Szańkowski we współpracy z Sławomirem Korzeniowskim. Fundatorem była parafia św. Katarzyny, Społeczno-Kościelny Komitet Uczczenia Ofiar Terroru Władzy z lat 1944−1956, Urząd m.st. Warszawy oraz Wojsko Polskie. Dwuetapowy konkurs na projekt pomnika rozstrzygnięto w 1991. Monument został odsłonięty 26 września 1993.
Pomnik składa się z 8-metrowego krzyża, kilku rozrzuconych głazów wraz z fragmentem rozerwanej kraty z brązu – symbol odzyskanej wolności – rozmieszczonych na planie elipsoidalnego kręgu. W głazie pełniącym funkcję ołtarza wmurowano urnę z prochami. W mur otaczający monument wkomponowano łuski od pocisków z nazwami ponad 400 miejsc kaźni z całej Polski.
Na pomniku umieszczono napis o treści:

Pomnik ten wzniesiono w latach 1986–1993, by nie zapomniano ceny oporu Polaków wobec komunistycznej władzy z lat 1945–1956. Niech los setek tysięcy zabitych, milionów uwięzionych lub skrzywdzonych tylko dlatego, że w godzinie próby ocalili godność własną, nie weszli na drogę zdrady Boga i Ojczyzny, będzie dumą Narodu Polskiego i przestrogą dla rządzących.

oraz wiersz napisany przez więźnia Mokotowa Tadeusza Porayskiego.
Pomnik stanął w miejscu gdzie od 1945 Urząd Bezpieczeństwa grzebał ofiary mordów politycznych dokonywanych w więzieniu na Mokotowie. Szacuje się, że pochowano tu około dwóch tysięcy ciał. Miejscowa ludność w symboliczny sposób kładła kamienie w miejscach tajnych pochówków, stąd forma monumentu w postaci symbolicznych głazów. Jako kamień węgielny został wykorzystany znaleziony na nowym cmentarzu służewskim kamień, na którym nieznana ręka zaznaczyła miejsce pochówku kilku chłopców z Szarych Szeregów, zamordowanych w wyniku wyroku z 1953.
Ok. 1947 zaprzestano zwożenia ciał na Służew i większość nowych ofiar grzebano w zbiorowych mogiłach w kwaterze Ł na Cmentarzu Powązkowskim.